# Moreno Valley
Moreno Valley è una città statunitense situata in California, nella contea di Riverside. Al censimento del 2000 contava 180 466 abitanti.

## Amministrazione

### Gemellaggi
Moreno Valley è gemellata con:
- San Juan de los Lagos, Messico